# Nannacara
Nannacara — рід риб родини цихлові, що налічує 6 видів.

## Походження
Гарна цихліда з Південної Америки (Венесуела, Болівія, Колумбія) дуже популярна серед акваріумістів. Вона живе в тихих струмках і маленьких річках з багатою водною рослинністю. В Європу була завезена в 1934 році.

## Характеристика
Самці виростають у довжину до 8—10 см, самки менші — 4—6 см. Самець відрізняється більш загостреними спинним і анальним плавниками.
Тіло дуже витягнуте, достатньо високе, помірно стиснене з боків.
Забарвлення просте, але гарне: на зеленкувато-жовто-коричневому фоні, на кожній лусочці розташована маленька трикутна коричнева пляма.
Все тіло відсвічує зеленкувато-золотим кольором.
Очі червоні або жовтувато-червоні, зіниці чорні.
Під час нересту в самки з'являються різкі темні плями й поперечні смуги.

## Утримання
Для утримання підійде акваріум середніх розмірів, від 50 літрів, засаджений рослинами,
так як рибки полюбляють і світло й густі зарости рослин.
Риби не риють ґрунт, не зачіпають рослин, тримаються в середньому й нижньому шарах води.
Необхідні фільтрація, аерація, щотижнева підміна води до 20 % об'єму.
Оптимальна температура води 26 °C.

## Живлення
Риби живиться, головним чином хробачками й личинками комах.
Одначе їх можна годувати будь-яким звичайним живим кормом, але краще давати циклопів, дафнії та личинки комарів.

## Розведення
Після відкладання ікри на камінь або на який-небудь інший предмет до 200 ікринок, самка бере на себе подальший догляд за ікрою, але часто її проганяє самець, так що його необхідно відсадити.
Самка також викопує для мальків ямки й переносить мальків з однієї ямки до іншої.
Мальки вилуплюються через 2 — 3 дні й починають плавати через 4 — 6 днів.
За деякими спостереженнями самка збирає час від часу багно з ґрунту та разпушує його між мальками, по-напевно, для того, щоб вони, таким чином, могли знайти інфузорій.
На 5—7-й день молодь починає ловити навіть великих науплій циклопів і артемій.
Пізніше можна давати грубіший корм.

## Сумісність
Наннакара — спокійна й миролюбна риба, тому дуже добре живе в змішаному акваріумі.
Під час нересту стає дуже забіякуватою.

## Види
- Nannacara anomala(інші мови) Regan 1905
- Nannacara aureocephalus(інші мови) Allgayer 1983
- Nannacara bimaculata(інші мови) Eigenmann 1912
- Nannacara quadrispinae(інші мови) Staeck & Schindler 2004
- Nannacara taenia(інші мови) Regan 1912